# Хайнрих Ман (награда)
Литературната награда „Хайнрих Ман“ (на немски: Heinrich-Mann-Preis) е учредена през 1953 г. и се присъжда ежегодно – отначало от Академията на изкуствата на ГДР, а след Обединението на Германия – от Академията на изкуствата (Берлин).
Име на наградата дава писателят Хайнрих Ман.
В ГДР с тази награда са отличавани автори на проза. Паричната премия възлиза на 10 000 източногермански марки. Днес наградата „Хайнрих Ман“ се присъжда за есеистика и е в размер на 8000 €.

## Носители на наградата (подбор)
- Щефан Хайм (1953)
- Франц Фюман (1956)
- Маргарете Нойман (1957)
- Хайнер Мюлер (1959)
- Гюнтер Кунерт (1962)
- Криста Волф (1963)
- Гюнтер де Бройн (1964)
- Йоханес Бобровски (1965)
- Петер Вайс (1966)
- Херман Кант (1967)
- Юрек Бекер (1971)
- Улрих Пленцдорф, Хелга Шютц (1973)
- Ирмтрауд Моргнер (1975)
- Ерих Кьолер (1977)
- Карл Микел (1978)
- Фриц Рудолф Фриз (1979)
- Фолкер Браун (1980)
- Петер Хакс (1981)
- Кристоф Хайн (1982)
- Хайнц Чеховски (1984)
- Луизе Ринзер (1987)
- Вулф Кирстен (1989)
- Елке Ерб, Адолф Ендлер (1990)
- Кито Лоренц (1991)
- Дубравка Угрешич (2000)
- Михаел Маар (2010)
- Уве Колбе (2012)
- Роберт Менасе (2013)
- Роберт Шиндел (2014)
- Адам Загаевски (2015)